# Inno nazionale del Kosovo
L'inno nazionale del Kosovo, anche noto come Evropa ("Europa"), è stato composto da Mendi Mengjiqi. L'inno non ha parole. È stato adottato l'11 giugno 2008. È stato scelto, con 72 voti favorevoli, 15 contrari e 5 astenuti dal parlamento del Kosovo perché riflette il carattere multietnico del paese.

## L'inno
Il 12 marzo 2008 l'Assemblea del Kosovo ha annunciato un concorso per scegliere l'inno nazionale sui giornali di Pristina e sul sito ufficiale del Parlamento.
Fino alla scelta è stato utilizzato come inno l'Inno alla gioia, inno ufficiale dell'Unione europea, quale segno di ringraziamento per il suo sostegno allo sviluppo del Kosovo.
L'inno nazionale albanese (Hymni i Flamurit) è stato anch'esso utilizzato in via non ufficiale, come altri simboli albanesi.
Kur ka ra kushtrimi n'Kosovë, una canzone composta da Rauf Dhomi, fu proposta dall'ex presidente kosovaro, Ibrahim Rugova, nel 2000.